# ICOR (Unternehmen)
UAB ICOR ist eine Unternehmensgruppe in Litauen. Sie besteht aus etwa 100 Unternehmen mit 5743 Mitarbeitern (2018: 5951 Mitarbeiter) in mehr als 60 Ländern.
Der Präsident der Gruppe ist Andrius Janukonis, Direktor Julius Dovidonis. Ab 2010 bestand der Vorstand  aus vier Mitgliedern: Andrius Janukonis, Linas Samuolis, Gintautas Jaugielavičius, Darius Leščinskas.
100 % Aktien von ICOR hat das Unternehmen „Lag&d“, das dem Holding  „Global Energy Consulting“ (Estland) gehört, dessen Inhaber Janukonis, Gintautas Jaugielavičius und Linas Samuolis sind.

## Geschichte
1990 begann ihre Tätigkeit das Spedition-Beratungsunternehmen „Rubicon“. Gründer waren damalige Studenten der Rechtswissenschaften an der Universität Vilnius. Später wurden sie zu Vorstandsmitgliedern der Unternehmensgruppe „Rubicon Group“.  Die Metall-Handelsaktivitäten weitete man in Litauen und dann auch Russland  aus. 2011 verbuchte der Konzern einen Umsatz von 905 Mio. Litas (262,1 Mio. Euro). 2005 erreichte das Unternehmen einen Umsatz von 311 Mio. Litas (ca. 90 Mio. Euro) und erwirtschaftete einen Gewinn von 24 Mio. Litas (7 Mio. Euro).
2010 verkauften drei Konzern-Mitgründer, Aktionäre und Vorstandsmitglieder (Rimantas Bukauskas, Arūnas Mačiuitis und Remigijus Lapinskas) ihre Aktien an die restlichen vier Aktionäre (Andrius Janukonis, Linas Samuolis, Gintautas Jaugielavičius, Darius Leščinskas) und kauften 100 % Aktien von „Siemens Arena“, des Ticket- und Eintrittskartenverkauf-Unternehmens „Tiketa“ und von „Panevėžio arena“, das die „Cido Arena“ verwaltete. „Rubicon group“ wurde zu ICOR und verwaltete dann „City Service“, „Ecoservice“, „Bionovus“, die „Realco“-Unternehmensgruppe sowie den „Vichy“-Wasserpark. Ende 2016 gab es 6.999 Mitarbeiter. 2017 erreichte man einen Gewinn von 20,885 Mio. Euro.

## Struktur
Die Unternehmensgruppe umfasst Firmen in den litauischen Großstädten wie Vilnius, Kaunas, Klaipėda, Šiauliai, Panevėžys, Alytus sowie in Mittelstädten wie Kėdainiai, Kazlų Rūda und Kelmė. Das Haupttochterunternehmen ist UAB City Service. Seit 2007 ist die unterstehende Unternehmensgruppe „SEVEN entertainment“ (Eventorganisation), gebildet aus Unternehmen wie „Universali arena“, „Vandens parkas“, „Tiketa“ und „Effectus“, in  der Freizeitwirtschaft tätig.
- Immobilien – „Rubikon“ (Raumvermietung), „Akroveta“ (Handel)
- Massenmedien – Regionales TV „Penktas kanalas“ und „Vilniaus žinios“ (Wochenzeitung in Vilnius)
- Industrie und Kommunalwirtschaft – „Aviridis“ (Bauarbeiten) und „Vienituras“ (Kommunalmüllverarbeitung)
- Energie – „Medvija“ und „Skiedrynė“ (Transport von Biomasse), „Baloša“ (Biomasseverarbeitung)
- Freizeit und Events:

1. „Vilniaus pramogų parkas“ – Wasserpark, Handelshaus „Ozas“ (bis 2010 auch Siemens arena)
2. „Rubicon eventus“ (bis 2010 Inhaber von „Siemens arena“)